# 幸世村
幸世村（さちよむら）は、兵庫県氷上郡にあった村。現在の丹波市氷上町の北東部にあたる。本項では発足時の名称である油良村（ゆらむら）についても述べる。

## 地理
- 山岳：霧山、五大山、安全山
- 河川：加古川

## 歴史
- 1889年（明治22年）4月1日 - 町村制の施行により、賀茂村・氷上村・南油良村・桟敷村・絹山村・香良村・伊佐口村・日比宇村・鴨内村・小谷村・沼村・御油村・井中村・北油良村の区域をもって油良村が発足。
- 1891年（明治24年）1月10日 - 油良村が改称し、幸世村となる。
- 1955年（昭和30年）7月23日 - 成松町・沼貫村・葛野村・生郷村と合併して氷上町が発足。同日幸世村廃止。